# کوانتوم اسکیپ
کوانتوم اسکیپ (انگلیسی: QuantumScape) شرکت تجهیزات الکتریکی آمریکایی است، که در سال ۲۰۱۰ تأسیس شد.